# مایکلز
مایکلز (انگلیسی: Michaels) شرکت خرده‌فروشی آمریکایی است، که در سال ۱۹۷۳ تأسیس شد.